# قلعه چنار گریت
قلعه چنار گِریت مربوط به سده‌های میانی دوران‌های تاریخی پس از اسلام است و در شهرستان خرم‌آباد، بخش پاپی، دهستان گریت، ۱۰۰ متری شمال شرقی روستای چنار گریت واقع شده و این اثر در تاریخ ۸ بهمن ۱۳۸۵ با شمارهٔ ثبت ۱۷۰۳۱ به‌عنوان یکی از آثار ملی ایران به ثبت رسیده‌است.